# Whitesloanea
Whitesloanea — монотипный род суккулентных растений из трибы Стапеливые (Stapelieae) семейства Кутровые (Apocynaceae), который встречается на территории Сомали. На данный момент, к 2023 году, включает только один вид — White-sloanea crassa.

## Название
Родовое латинское (научное) название Whitesloanea дано в честь двух американских ботаников. Оно сочетает в себе имя Алена Кэмпбелла Уайта (англ. Alain Campbell White, 1880–1951), специалиста по суккулентам и шахматиста, а также имя Бойда Линкольна Слоана (англ. Boyd Lincoln Sloane, 1885–1955), который был экспертом в области Кактусовых.

## Описание
White-sloanea crassa — маленький суккулент, характеризующийся преимущественно одиночными компактными 4-угольными стеблями. В дикорастущем состоянии растение имеет землистую кубическую форму, хотя культурные экземпляры часто имеют более вытянутый стебель, который сужается к верху.
Стебель: сочный, неразветвленный, имеет форму от цилиндрической до конической, четырехугольный, длиной 3-5 (-13) см и шириной 4-5,5 мм. Ребра стебля остроконечные, с городчато-зубчатыми краями, сходятся на вершине. Они могут быть светло-зелеными или светло-коричневыми, гладкими и покрытыми восковым налетом. Бугорки на стебле мелкие и слегка изогнутые. На поверхности стебля можно наблюдать бесцветный латекс.
Корни: мочковатые.
Листья: отсутствуют. 
Цветение: Цветки формируются вертикальными рядами вдоль ребер у основания стебля, часто по каждому углу, на коротком цветоносе. Цветонос может достигать до 17 мм в длину и иметь множество прицветников. На цветоносе последовательно раскрываются 5–20 цветков, но обычно только 1–2 цветка открываются одновременно. Цветоножки цветков имеют длину 5-15 мм и ширину 1,5-2 мм, и они расходятся горизонтально или немного восходят.
Цветки: цветки варьируются от колокольчатых до глубоко воронкообразных. Они эффектные и имеют размеры до 20 мм в длину и 20 (-33) мм в диаметре. Трубка цветка имеет длину 10-12 мм и диаметр 7-9 мм. Лепестки цветка треугольной формы с острым верхом, они расходятся под углом 45° и сворачиваются по краям. Длина лепестков составляет около 13 мм, а ширина варьирует от 5 до 8 мм. Края лепестков имеют пурпурные булавовидные волоски длиной 1,5-2 мм. Чашелистики цветка имеют длину 2-4 мм и ланцетную форму. Венчик цветка имеет диаметр 30-33 мм и мясистую текстуру. Внешняя поверхность венчика беловато-зеленая и покрыта мелкими пурпурными точками. Внутренняя поверхность венчика кремовая до светло-желтой, морщинистая и с темно-красно-коричневыми точками. На внутренней поверхности венчика есть волосяные сосочки, которые могут быть полушаровидными или коническими, а иногда они имеют щетину. Волоски на сосочках очень острые и могут быть короткими и прямыми или длинными и изогнутыми. Венчик разделен на две лопасти, глубоко рассеченные. Наружные лопасти венчика, начинающиеся у основания, темно-фиолетовые, широколинейные и заостренные. Внутренний венчик обратноконический, состоящий из 5 лопастей, он слегка выше наружных лопастей и окружает тычиночный столб.
Плоды: 1 или 2 веретеновидных листовок.

## Распространение и экология
White-sloanea crassa происходит из Северного Сомали (Сомалиленд). Растение процветает в сухих районах северных гор в каменистых полупустынях, где растет на голой земле, окруженной камнями, с которыми оно визуально сливается. Хотя большая часть окружающей среды выглядит очень сходной, растение было обнаружено только на очень ограниченной территории. Отдельные экземпляры встречаются на большом расстоянии друг от друга и никогда не образуют больших популяций. В настоящее время этот вид находится под угрозой исчезновения, и неясно, какова была первоначальная популяция и какое влияние на него оказали разрушительные деятельность человека. Возможно, угроза связана с повышенным выпасом животных в регионе за последние несколько десятилетий и продолжающимся процессом опустынивания на всей территории Африканского Рога. White-sloanea crassa особенно уязвима для пастбищного пресса, так как ее стебли сочные, но не имеют защитных шипов, или едкого млечного сока. Этот вид считается вымершим в дикой природе, и его выживание в естественной среде маловероятно, однако сейчас поддерживается благодаря культивации.

## Таксономия
White-sloanea Chiov., первое упоминание в Malpighia 34: 541 (1937).

### Синонимы
Гомотипные (основанные на одном и том же номенклатурном типе):
- Drakebrockmania A.C.White & B.Sloane (1937), nom. illeg.

### Виды
По данным сайта Plants of the World Online на 2023 год, род включает один подтвержденный вид:
- White-sloanea crassa (N.E.Br.) Chiov.

#### Синонимы (вида)
Гомотипные (основанные на одном и том же номенклатурном типе):
- Caralluma crassa N.E.Br. (1935)
- Ceropegia crassa (N.E.Br.) Bruyns (2017)
- Drakebrockmania crassa (N.E.Br.) A.C.White & B.Sloane (1937)